# François Du Bois
François Du Bois (* La Charité-sur-Loire, Burgund) ist ein französischer Komponist, Marimbaspieler, Professor und Schriftsteller.

## Leben und musikalische Karriere
François Du Bois bekam mit 8 Jahren seinen ersten Musikunterricht und machte mit 17 daraus seinen Beruf. Im Alter von 16 bis 26 folgte er sowohl einer Karriere als Perkussionist im Sinfonie-Orchester als auch der eines Jazz-Schlagzeugers. Im Bereich der klassischen Musik arbeitete er u. a. mit Lorin Maazel, Olivier Messiaen, Mstislav Rostropovich, und im Jazz unter anderem mit Richard Galliano, Trilok Gurtu, Dominique di Piazza, Abbey Lincoln zusammen.
Im Alter von 20 Jahren entschied er sich nach Burkina Faso, Afrika zu ziehen, um sich dort sich musikalisch zu perfektionieren und neue Erfahrungen zu sammeln. Dort erlitt er eine langwierige Malariaerkrankung, von der er wieder genas. Einflüsse der afrikanischen Musik, die mit Schamanismus in Verbindung stehen, eröffneten ihm neue Zugänge zur Musik. Nach seiner Rückkehr nach Frankreich vollendete er seine Ausbildung bei Ray Lema, einem bekannten afrikanischen Komponisten, Sänger und Gründer des Ballet National du Zaïre (heute Demokratische Republik Kongo).
Du Bois gründete Duos mit der kanadischen Geigerin Helene Collerette (heute 1. Geigerin im Orchestre Philharmonique de Radio France) wie auch mit der australischen Geigerin Jane Peters (Tchaïkovsky-Preisträger), mit der er eine Konzerttournee durch Deutschland unternahm. „Mit Marimba und Geige zur Spitze“ titelte die „Rhein-Zeitung“. Mit dem Pianisten Ludovic Selmi tourte er durch Europa und Japan. Sie arbeiteten auch mit „Les Tambours du Bronx“ zusammen. Nach der Auflösung des Duos konzentrierte sich Du Bois aufs Komponieren und Aufnehmen.
1998 verließ er Paris, um in Tokio seinen musikalischen Horizont zu erweitern. Spekulationen zufolge war seine Frau der eigentliche Grund für den Umzug nach Japan.
An der Keiō-Universität, an der viele japanische Politiker, Manager und Juristen studierten, gründete er eine Kompositionsklasse. Im selben Jahr gründete er das „l’Orchestre d’autre part“, in dem 14 Marimbaphonisten and Taikospieler mitspielen. Mit zwei ehemaligen Studenten von Keiko Abe nahm er die Marimba-CD „Origine“ auf. NHK lud ihn zu der 30-minütigen Live-Sendung „Studio Park, Spezial – François Du Bois“ ein, eine Fernsehsendung, die zehn Millionen Zuschauer verfolgten.
Er komponierte die Musik für den Film „La Traversée“, der beim Festival FESPACO 2021 mit dem Oumarou Ganda-Preis ausgezeichnet wurde.
Im Jahr 2022 veröffentlichte er sein neues Buch in den Kodansha Bluebacks Editions (wissenschaftliche Sammlung) „Die Wissenschaft der Musikinstrumente“ (mehrere Auflagen). Im selben Jahr erschien das Album „La légende de la forêt“, ein Quartett von Originalkompositionen für die Meditation. Quelle der Inspiration: die von den Tengu bewohnten Wälder. Nach den Bestsellern von „The Science of Composition“ und „The Science of Musical Instruments“ erschien am 24. Juni 2022 eine kombinierte Ausgabe.

### Musikalische Zusammenarbeiten

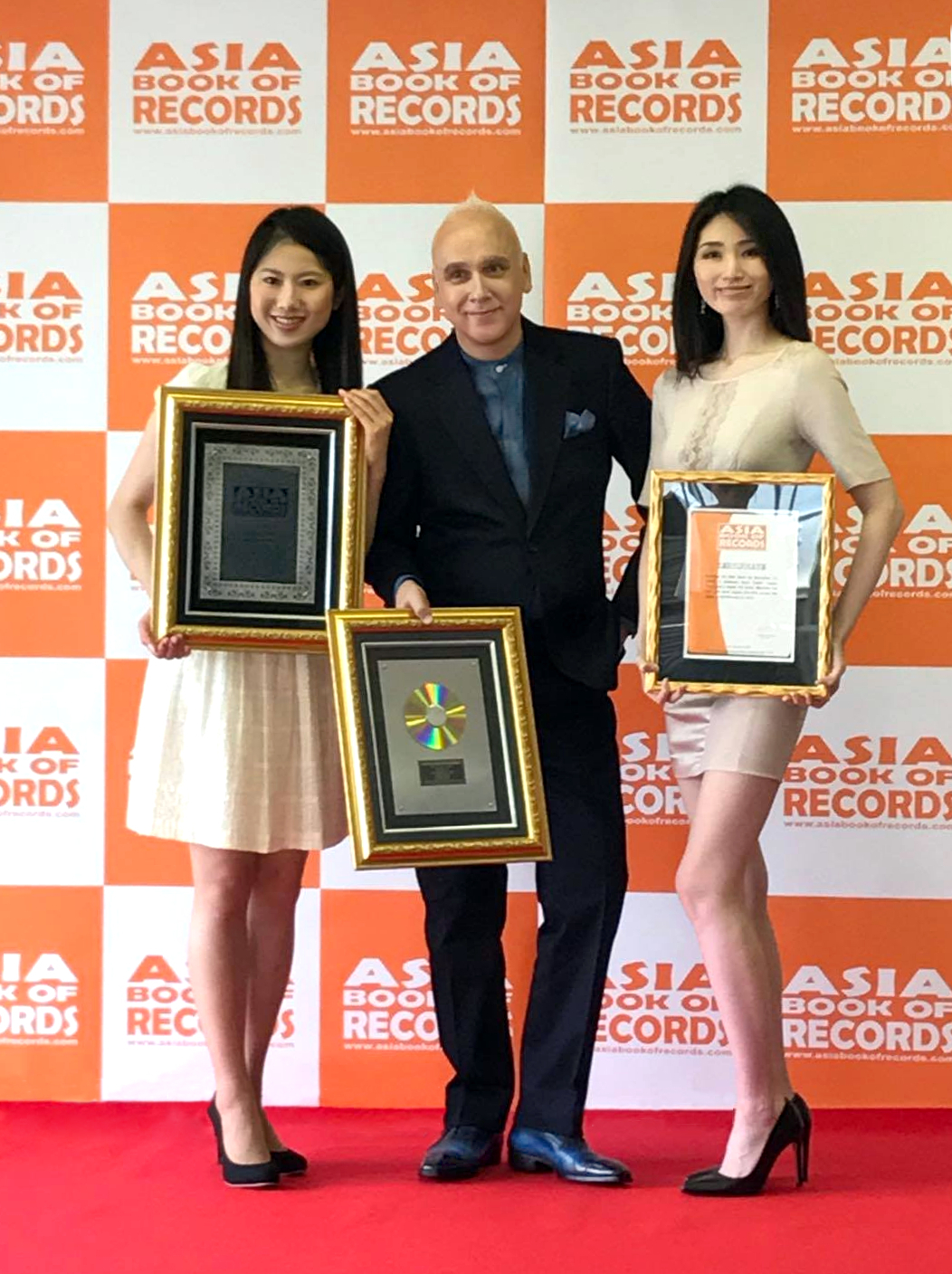
Francois Du Bois World Record Ceremony. Tokyo, June 2017.

- Marimba / Oboe – Mit François Leleux, Konzertmeister und Solist des Symphonieorchester des Bayerischen Rundfunks, Dir. Lorin Maazel.
- Marimba / Klarinette – Mit Patrick Messina, Konzertmeister und Solist des Orchestra National de France, Dir. Kurt Masur.
- Marimba / Cello – Mit Henri Demarquette, Konzertmeister
- Marimba / Shakuhachi (Japanische Flöte) – Mit Hōzan Yamamoto, Konzert Musiker, Professor an der Tokyo National University of Fine Arts and Music.
- Marimba / Violine – Mit Jean-Marc Philipps-Varjabédian, Konzertmeister

2013 komponierte François Du Bois ein Doppelalbum, das im Oktober dieses Jahres im buddhistischen Tempel Meguro Fudoson in Begleitung der Tempelmönche aufgenommen wurde. Aus dieser Zusammenarbeit entstand ein neuer Klang, der zur Meditation anregt. Die Musik wurde von den chinesischen Konzepten „Liu Zi Jue“ und „Medita Music“ inspiriert. Im September 2014 erschien Columbia Records die entsprechende Doppel-CD Dive Into Silence.
Im Juni 2017 wurde „Dive into Silence - Eclaircie“ vom Asian Book of Records als Weltrekord für die weltweit meistverkaufte Marimba-CD (80.300 Exemplare) ausgezeichnet.
Du Bois’ 2. Medita-Musikalbum „Gunung Kawi“ wurde als Exklusivität dem im September 2019 bei Kodansha Bluebacks erschienenen Buch „The Science of Composition“ beigelegt. Dieses Buch ist ein Bestseller geworden.

## Dubois-Methode
François Du Bois ist der Gründer einer Karriereplanungs-Methode, die nach ihm benannt wurde und die er seit 2003 an Academyhills unterrichtet.
Er ist Vorsitzender eines Instituts namens D-Project, welches Kurse für Firmenangestellte und Firmenchefs anbietet, in denen sie lernen, ihre Kreativität zu entwickeln. In seinen Seminaren wird unter anderem die Musik in ihrer ursprünglichen Art verwendet, so wie es Du Bois in Afrika selbst lernte und erfahren durfte. Spiele und Übungen, die auf chinesischen Kampfkünsten und traditioneller chinesischer Medizin basieren, sollen den Teilnehmern helfen, ein Gleichgewicht zwischen Körper, Geist, Intelligenz und Sensibilität zu finden.
Seit 2012 vermittelt er den Schülern der bekannten „Attackers Business School“ von Kenichi Ohmae seine „Du Bois-Methode“.

## Kampfsport
Du Bois ist auch für seinen Kung-Fu-Unterricht bekannt. Im Jahr 2009 erhielt er nach dem Training in den Bergen von Wudang (2008–2009) den Titel „erster internationaler Nachfolger der inneren Kampfkünste von Wudang“. In Tokio gründete er 2009 die erste Schule des Wudang Kung-Fu. Bei den vierten Wushu-Weltmeisterschaften (2010), gewann er und sein Team je eine Gold-, eine Silber- und zwei Bronzemedaillen. Für den Wettbewerb 2012 wurde Du Bois als Leiter der japanischen Delegation, bestehend aus 94 Athleten, ausgewählt. Sein eigenes Team bestehend aus sechs Teilnehmern konnte dabei insgesamt sieben Bronzemedaillen gewinnen.

## Preise und Auszeichnungen
- 1. Preis beim „Schlagzeug-Wettbewerb“ der Stadt Paris, nach einstimmiger Wahl der Jury
- Preis der Fondation de France[16]
- „la Légion Violette“: die goldene Medaille im Fach der Musik 1993 (im Parlamentsgebäude vom Präsident der Republik Frankreich überreicht)

## Werk

### Marimba Handbuch
François Du Bois ist der Autor eines Handbuchs für Marimba, das aus drei Teilen besteht („The 4 Sticks Marimba“ von IMD). Im Vorwort von Keiko Abe heißt es: „Der pädagogische Ansatz, der diesem Text zugrunde liegt, birgt eine gewisse Kreativität in sich und bietet eine interessante Methode Marima zu lernen.“ Das Buch ist auf Französisch, Englisch und Japanisch erschienen.

### Diskographie
- TBMT: 2 Klaviere / 2 Schlagzeuge
- Entre deux mondes: Mit Ray Lema, Richard Galliano, François Leleux u.w.
- L'Heure nuptiale: Für die Orgel der „La Madeleine“ in Paris
- DP4: Mit dem Shakuhachi-Spieler Hozan Yamamoto
- Marimba Nacht: Live Spiel mit dem „Orchestre d’autre part“.
- Origine: Trio für 2 Marimbas und 1 Taiko
- als Gastmusiker auf den Alben „Lueurs bleue“ und „Il y a de l’Orange dans le bleu“ von Daniel Goyone mit Trilok Gurtu, Louis Sclavis.
- Gunung Kawi：D-Project/Kodansha 2019. Exklusives Album für Käufer des Buches „The Science of Composition“ (siehe Bücher) und nicht zum Verkauf.

### Filme
- Du Bois spielte einen Pianisten in Lost in Translation von Sofia Coppola
- La Traversée[17] (Du Bois komponierte den Soundtrack) Regie by Irène Tassembédo

### Journalismus
- Yomiuri Shimbun (Yomiuri-Zeitung) – 2003–2004 Kolumnist, Verantwortung der Asiatische Kultur « Yomiuri Weekly »[18]
- Asahi Shimbun (Asahi-Zeitung) – 2005–2006 Kolumnist, Karriere-Planung « AERA Eng. »[19]
- Japan Times – 2007 Kolumnist, Karriere-Planung[20]
- Nihon Keizai Shinbun – 2008–2009 Editorialiste Ecolomy[21]
- Asahi Shimbun – 2010–2011 Kolumnist Job Labo[22]
- Ie no Hikari – 2011–2012 Kolumnist[23]

### Bücher
- Sie können ein besseres Leben haben! erschienen bei Mikasashobo, Japan
- Wie Sie den idealen Partner finden. Erschienen by Graph-sha, Japan
- Das Buch um sich neu zu gestalten. Erschienen by WAVE Verlag, Japan. Vorwort von Kenichiro Mogi, Physiker und Gehirnforscher und mit der offiziellen Empfehlung des Präsidenten von Globis Group Yoshito Hori, Direktor der Absolventen der Haward Business School.
- Die erstaunliche Art des Managements von erfolgreichen ausländischen Führungskräften von denen man in Japan nie hört. Erschienen bei Kondansha Biz, Japan, mit Carlos Ghosn als Hauptgast.
- Wie Dubois denkt. Erschienen bei Diamond-sha, Japan
- Die wenigen, die immer den richtigen Weg finden. Erschienen bei Sheishunshuppan, Japan
- Die DuBois Methode: wie Sie Ihre verborgenen Talente finden, die Ihr Schicksal ändern werden. Erschienen bei Magazine House, Japan
- Wertvolle und wertlose Werte für ein erfolgreiches Leben. Erschienen bei Diamond-sha, Japan.
- Bewege deinen Körper, dann wirst du die Antworten auf deine Fragen finden. Erschienen bei Sheishunshuppan, Japan
- Die Lebensweisheiten, die ich vom Taichi gelernt hat. Erschienen bei Kondansha Biz, Japan
- Ein französischer Lehrmeister lehrt Ihnen 49 Schlüsselpunkte Ihrer Sensibilität auszudrücken. Erschienen bei GyeMyeongSa, South Korea
- Wie denken – wie leben: der Experte für Berufsplanung Francois Du Bois spricht mit internationalen Top CEO’s. Erschienen bei New World Press, China
- Die Wissenschaft der Komposition: Theorien und Regeln zur Schaffung schöner Musik, erschienen bei Kodansha auf Japanisch (mehrere Ausgaben), ISBN 4-06-517282-9